# La Séguinière
La Séguinière est une commune française située dans le département de Maine-et-Loire en région Pays de la Loire.

## Géographie

### Localisation
Commune angevine des Mauges, La Séguinière se situe à l'ouest de Cholet, sur la route D 753, La Romagne / Cholet, et à proximité de la N 249, qui va de Nantes à Bressuire.

### Géologie et relief
La commune de La Séguinière se trouve sur un haut plateau.

### Hydrographie
La Moine (rivière) traverse son territoire d'Est en Ouest.

### Climat
Pour des articles plus généraux, voir Climat des Pays de la Loire et Climat de Maine-et-Loire.
En 2010, le climat de la commune est de type climat océanique altéré, selon une étude du CNRS s'appuyant sur une série de données couvrant la période 1971-2000. En 2020, Météo-France publie une typologie des climats de la France métropolitaine dans laquelle la commune est exposée à un climat océanique et est dans la région climatique Bretagne orientale et méridionale, Pays nantais, Vendée, caractérisée par une faible pluviométrie en été et une bonne insolation.
Pour la période 1971-2000, la température annuelle moyenne est de 11,8 °C, avec une amplitude thermique annuelle de 14,1 °C. Le cumul annuel moyen de précipitations est de 754 mm, avec 12 jours de précipitations en janvier et 6,1 jours en juillet. Pour la période 1991-2020, la température moyenne annuelle observée sur la station météorologique de Météo-France la plus proche, dans la commune de Cholet à 5 km à vol d'oiseau, est de 12,3 °C et le cumul annuel moyen de précipitations est de 772,5 mm,. Pour l'avenir, les paramètres climatiques de la commune estimés pour 2050 selon différents scénarios d'émission de gaz à effet de serre sont consultables sur un site dédié publié par Météo-France en novembre 2022.

## Urbanisme

### Typologie
Au 1er janvier 2024, La Séguinière est catégorisée bourg rural, selon la nouvelle grille communale de densité à sept niveaux définie par l'Insee en 2022.
Elle appartient à l'unité urbaine de La Séguinière, une unité urbaine monocommunale constituant une ville isolée,. Par ailleurs la commune fait partie de l'aire d'attraction de Cholet, dont elle est une commune de la couronne,. Cette aire, qui regroupe 26 communes, est catégorisée dans les aires de 50 000 à moins de 200 000 habitants,.

### Occupation des sols
L'occupation des sols de la commune, telle qu'elle ressort de la base de données européenne d’occupation biophysique des sols Corine Land Cover (CLC), est marquée par l'importance des territoires agricoles (84,2 % en 2018), en diminution par rapport à 1990 (89,7 %). La répartition détaillée en 2018 est la suivante : 
terres arables (38,2 %), prairies (26,3 %), zones agricoles hétérogènes (19,6 %), zones urbanisées (5,9 %), zones industrielles ou commerciales et réseaux de communication (4 %), forêts (4 %), mines, décharges et chantiers (1,9 %). L'évolution de l’occupation des sols de la commune et de ses infrastructures peut être observée sur les différentes représentations cartographiques du territoire : la carte de Cassini (XVIIIe siècle), la carte d'état-major (1820-1866) et les cartes ou photos aériennes de l'IGN pour la période actuelle (1950 à aujourd'hui).

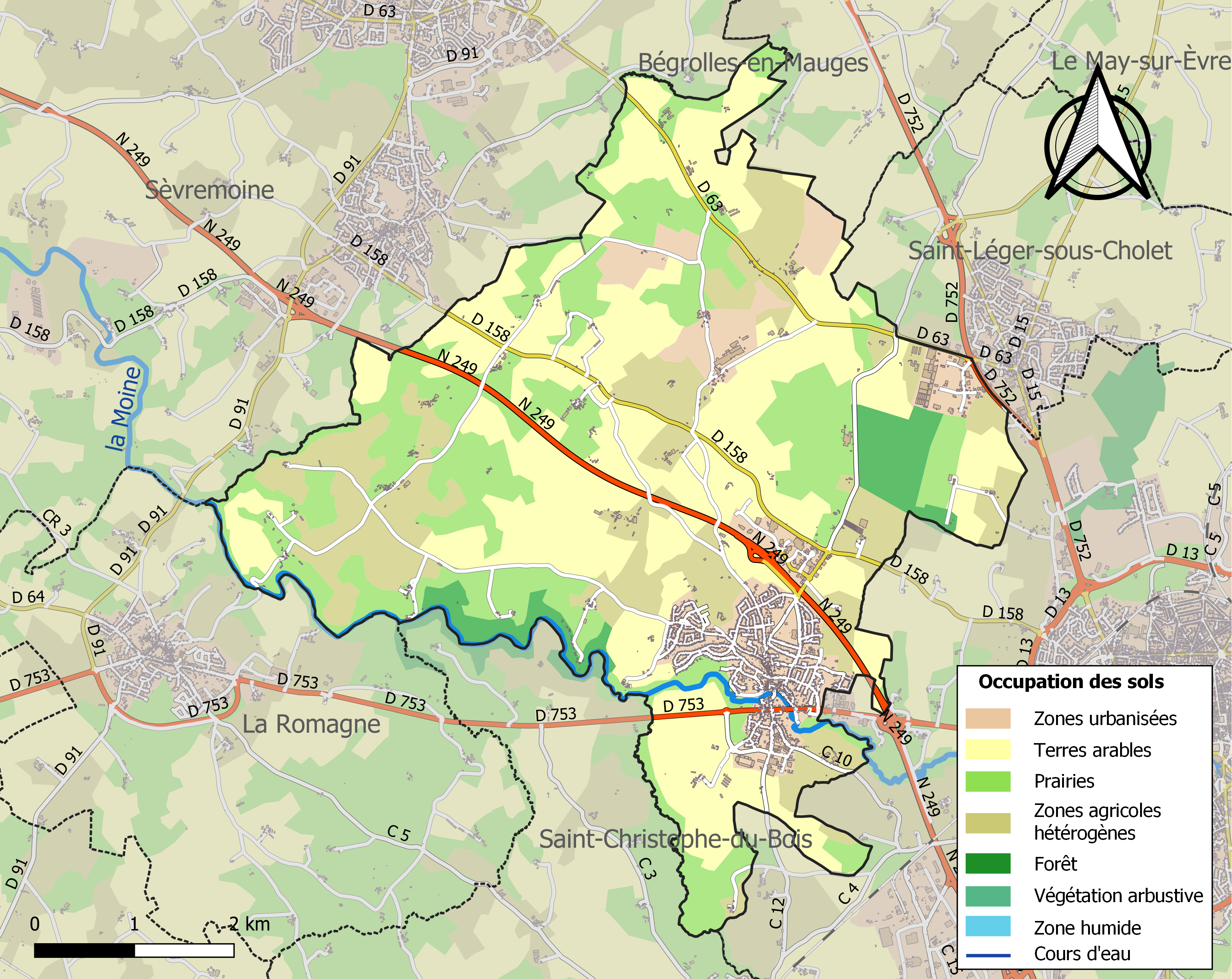
Carte des infrastructures et de l'occupation des sols de la commune en 2018 (CLC).

## Toponymie
Formes anciennes du nom : Seguinaria en 1080, Seguineria au XIIIe siècle, Parochia de la Seguinere en 1259, Ecclesia Beate Marie de Seguineria alias de la Seguyniere en 1563, Beata Maria de Seguinieriis.
Ses habitants sont appelés les Ziniérais.

## Histoire
Du Ve au IXe siècle, le territoire fait partie de l'antique Tiphalie, le pays de Tiffauges. Le premier acte qui cite le nom de La Séguinière fait mention vers 1080 d'un Gautier, prêtre, qui, lui et sa famille, donne le bordage de l'Elinière près d'Aubigné à l'abbaye de Marmoutiers,.
La Séguinière est au Moyen Âge une châtellenie située en Marches communes de Poitou et d'Anjou et relève de la baronnie de Mortagne, pour le Poitou, et de la baronnie de  Montfaucon, pour l'Anjou. Un important château est édifié au nord du bourg, sur la rive droite de La Moine. Incendié, il est en ruine au XVIIe siècle.
La terre est mise en bail judiciaire à la fin du XVIIe, avec le château de la Treille à Cholet. Il en dépend un moulin à eau et plusieurs métairies. La châtellenie est unie aux seigneuries de la Treille, Saint-André-de-la-Marche, la Rivière-Sauvageon, etc. et devient le marquisat de Beauveau,.
La Séguinière, située en marches communes d'Anjou et de Poitou, relève jusqu'à la Révolution du diocèse de La Rochelle, du pays d'élection et des aides de Montreuil-Bellay, de la sénéchaussée et du présidial d'Angers, du district de Cholet.
Durant la guerre de Vendée, les habitants du pays rejoignent à Cholet les troupes insurgées de Jacques Cathelineau. Un combat est livré en février 1794 à La Séguinière. Le mois suivant le village est incendié et la colonne du général Cordellier massacre des habitants.

## Politique et administration

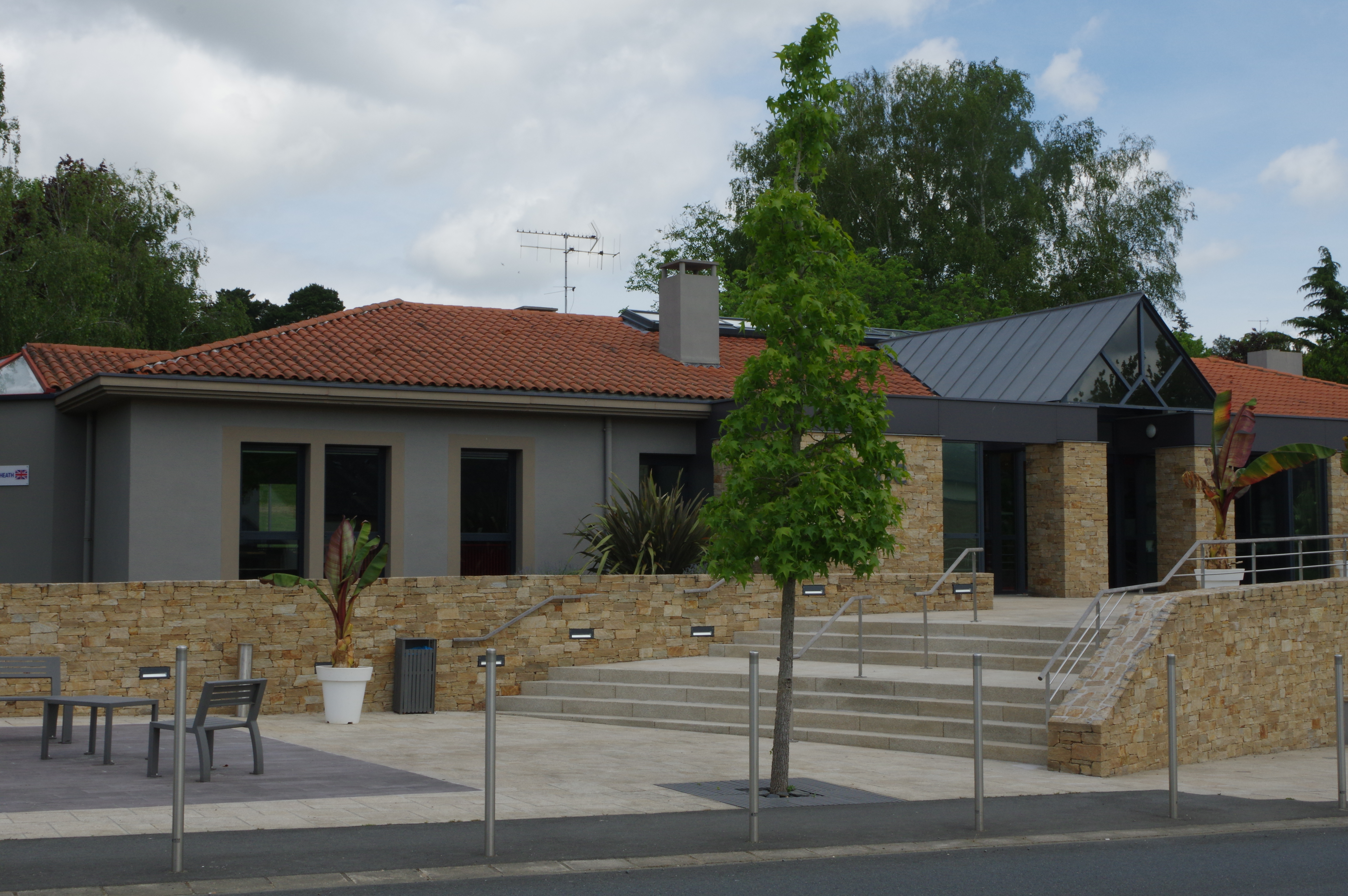
La mairie.

### Administration municipale
| Période                                  | Période                   | Identité              | Étiquette | Qualité |
| ---------------------------------------- | ------------------------- | --------------------- | --------- | --- |
| 1790                                     | 1791                      | Jean-Pierre Mainguet  |           | |
| 1791                                     | 1792                      | P.Grenouilliau        |           | |
| An VIII                                  |                           | Jean Richard          |           | |
| 1821                                     | 1825                      | Pierre Pineau         |           | |
| 1826                                     | 1830                      | Jacques Raimbault     |           | |
| 1830                                     | 1834                      | Lepeau fils           |           | |
| 1834                                     |                           | Tuffet                |           | |
| 1841                                     |                           | Jean-Marie Saudeau    |           | |
| 1852                                     | 1875                      | Jacques Lepeau        |           | |
| 1875                                     | 1882                      | Augustin Tricoire     |           | |
| 1882                                     | 1896                      | Louis Durand          |           | |
| 1896                                     | 1904                      | Jean-Baptiste Boudeau |           | |
| 1904                                     | 1911                      | Emmanuel Berson       |           | |
| 1911                                     | 1919                      | Louis Chauveau        |           | |
| 1919                                     | 1938                      | Victor Bouyer         |           | |
| 1938                                     | 1953                      | Edgard Guillet        |           | |
| 1953                                     | 1957                      | Christophe Loiseau    |           | |
| 1957                                     | 1965                      | Charles Tricoire      |           | |
| mars 1965                                | 1973 (décès)              | Marcel Luneau         |           | |
| 1973                                     | juin 1995                 | Roger Dronneau        |           | Inséminateur Président de la CC de l'Ouest choletais (1986 → 1995)                                                              |
| juin 1995                                | mai 2020                  | Jean-Paul Boisneau,   | UMP-LR    | Retraité Conseiller général (2004 → 2015) Conseiller départemental (2015 → 2021) Président de la CC de l'Ouest choletais (2001) |
| mai 2020                                 | En cours (au 28 mai 2020) | Guy Barré             | DVD       | Directeur d'un cabinet comptable d'expertise                                                                                    |
| Les données manquantes sont à compléter. |                           |                       |           | |

### Tendances politiques et résultats
Au 1er tour de l'élection présidentielle de 2017, Emmanuel Macron arrive en tête dans la commune en récoltant 31,11% des suffrages soit 7 points de plus que son score national. Il est suivi par François Fillon qui récolte 26,70% des suffrages, lui aussi y obtenant un score supérieur à son score national de 6 points. Marine le Pen y arrive en troisième position avec 14,37% des suffrages, soit presque 7 points de moins que son score national. Au second tour, Emmanuel Macron y obtient 79,57% des suffrages.
En 2022, le président sortant Emmanuel Macron réalise dans la commune un score de 43,67% au premier tour, loin devant Marine le Pen qui récolte 17,48% des suffrages. Au second tour, le président récolte 70,57% des suffrages face à Marine le Pen, soit légèrement moins qu'en 2017.

### Intercommunalité
La commune est membre de l'agglomération du Choletais après les changements de la communauté d'agglomération du Choletais.

## Population et société

### Démographie

#### Évolution démographique
Sa population est de 226 feux en 1689, 217 feux en 1709, 230 feux en 1720, 264 feux en 1787, 30 feux en 1789, 1 903 habitants en 1790.
L'évolution du nombre d'habitants est connue à travers les recensements de la population effectués dans la commune depuis 1793. Pour les communes de moins de 10 000 habitants, une enquête de recensement portant sur toute la population est réalisée tous les cinq ans, les populations de référence des années intermédiaires étant quant à elles estimées par interpolation ou extrapolation. Pour la commune, le premier recensement exhaustif entrant dans le cadre du nouveau dispositif a été réalisé en 2005.

En 2022, la commune comptait 4 199 habitants, en évolution de +2,61 % par rapport à 2016 (Maine-et-Loire : +2,12 %, France hors Mayotte : +2,11 %).
| 1793  | 1800  | 1806  | 1821  | 1831  | 1836  | 1841  | 1846  | 1851  |
| ----- | ----- | ----- | ----- | ----- | ----- | ----- | ----- | ----- |
| 1 174 | 1 014 | 1 183 | 1 268 | 1 313 | 1 377 | 1 324 | 1 550 | 1 538 |

| 1856  | 1861  | 1866  | 1872  | 1876  | 1881  | 1886  | 1891  | 1896  |
| ----- | ----- | ----- | ----- | ----- | ----- | ----- | ----- | ----- |
| 1 604 | 1 631 | 1 604 | 1 570 | 1 595 | 1 613 | 1 706 | 1 690 | 1 640 |

| 1901  | 1906  | 1911  | 1921  | 1926  | 1931  | 1936  | 1946  | 1954  |
| ----- | ----- | ----- | ----- | ----- | ----- | ----- | ----- | ----- |
| 1 571 | 1 424 | 1 361 | 1 271 | 1 247 | 1 256 | 1 211 | 1 324 | 1 533 |

| 1962  | 1968  | 1975  | 1982  | 1990  | 1999  | 2005  | 2006  | 2010  |
| ----- | ----- | ----- | ----- | ----- | ----- | ----- | ----- | ----- |
| 1 593 | 1 672 | 2 225 | 3 108 | 3 482 | 3 506 | 3 593 | 3 630 | 3 765 |

| 2015  | 2020  | 2022  | - | - | - | - | - | - |
| ----- | ----- | ----- | - | - | - | - | - | - |
| 4 041 | 4 212 | 4 199 | - | - | - | - | - | - |

#### Pyramide des âges
La population de la commune est relativement jeune.
En 2018, le taux de personnes d'un âge inférieur à 30 ans s'élève à 33,1 %, soit en dessous de la moyenne départementale (37,2 %). À l'inverse, le taux de personnes d'âge supérieur à 60 ans est de 27,3 % la même année, alors qu'il est de 25,6 % au niveau départemental.
En 2018, la commune compte 2 063 hommes pour 2 110 femmes, soit un taux de 50,56 % de femmes, légèrement inférieur au taux départemental (51,37 %).
Les pyramides des âges de la commune et du département s'établissent comme suit.
| Hommes | Classe d’âge | Femmes |
| ------ | ------------ | ------ |
| 0,6    | 90 ou +      | 1,4    |
| 5,8    | 75-89 ans    | 8,0    |
| 19,5   | 60-74 ans    | 19,3   |
| 20,2   | 45-59 ans    | 20,2   |
| 19,6   | 30-44 ans    | 19,3   |
| 11,5   | 15-29 ans    | 11,3   |
| 22,8   | 0-14 ans     | 20,5   |

| Hommes | Classe d’âge | Femmes |
| ------ | ------------ | ------ |
| 0,9    | 90 ou +      | 2,1    |
| 7      | 75-89 ans    | 9,5    |
| 16,2   | 60-74 ans    | 16,9   |
| 19,4   | 45-59 ans    | 18,7   |
| 18,2   | 30-44 ans    | 17,5   |
| 18,8   | 15-29 ans    | 17,6   |
| 19,5   | 0-14 ans     | 17,6   |

La population a fortement augmenté dans les années 1970, ce qui a entraîné un fort développement de l'habitat. Le nombre de jeunes ménages est maintenu à un niveau raisonnable ce qui permet aux effectifs scolaires de se maintenir.

## Économie

### Revenus de la population et fiscalité
Le revenu fiscal médian par ménage sur La Séguinière est en 2018 de 22 930 €, pour une moyenne dans le département de 21 110 €.

### Population active et emploi
La population âgée de 15 à 64 ans s’élève en 2017 à 2 533 personnes (pour 2 414 en 2007), parmi lesquelles on comptait 78 % d'actifs dont 71 % ayant un emploi et 7 % de chômeurs.
En 2017 on comptait 2 243 emplois dans la commune, contre 2 090 en 2007. Le nombre d'actifs ayant un emploi résidant dans la commune étant de 1 809. L'indicateur de concentration d'emploi est de 124 %, ce qui signifie que la commune offre un nombre important d'emploi par rapport au nombre d'actifs, indicateur en augmentation (117 % en 2007).

### Activités économiques
Au XVIIe siècle on y cultive le froment, le seigle et le lin. L'industrie du textile se développant dans le Choletais, on trouve également plus d'une trentaine de métiers à tisser. Au XIXe, les habitants vivent principalement de l'agriculture, mais aussi du tissage. Une blanchisserie, installée au XVIIIe, y fonctionne encore. Plusieurs fours à briques et à carreaux sont en activités, ainsi qu'une dizaine de moulins à eau ou à vent.
Au XXe siècle, dans les années 1960, La Séguinière est une petite commune rurale qui vit toujours principalement de l'agriculture et de l'artisanat. Un plan de développement vise à se doter de zones industrielles et artisanales.
En 1990, on compte une cinquantaine d'exploitations agricoles, majoritairement tournées vers l'élevage de bovins. Des carrières d'agile sont exploitées pour la fabrication de briques pour la construction.
Au XXIe siècle, sur les 407 établissements présents dans la commune fin 2010, 12 % relèvent du secteur de l'agriculture (pour une moyenne de 17 % dans le département), 12 % du secteur de l'industrie, 9 % du secteur de la construction, 59 % de celui du commerce et des services et 8 % du secteur de l'administration et de la santé. Cinq ans plus tard, en 2015, sur les 457 établissements actifs, 7 % relèvent du secteur de l'agriculture (pour 11 % dans le département), 12 % du secteur de l'industrie, 10 % du secteur de la construction, 63 % de celui du commerce et des services et 8 % du secteur de l'administration et de la santé.

### Zones d'activités
Trois zones industrielles sont implantées à La Séguinière : 
- La zone de La Ménardière, avec les magasins de déstockage Marques Avenue (plus de 80 magasins) et les magasins d'usine et de négoce Circuit des marques (25 magasins) ;
- La zone de la Bergerie ;
- La zone des Grands Bois[41].

D'autres activités sont présentes dans la commune, comme des services de proximité et des professionnels de la santé.
Située dans le bassin de vie de Cholet, la ville fait partie de la communauté d'agglomération du Choletais.

## Culture locale et patrimoine

### Lieux et monuments
Patrimoine :
- Chapelle Notre-Dame-de-Toute-Patience, des XVe, XVIe, XVIIIe, XIXe et XXe siècles[42] ;
- Église Notre-Dame[43] ;
- Ferme des Landes-Pesseaux, des XVe, XVIe et XVIIe siècles[44] ;
- Manoir de la Forêt, des XVIe et XIXe siècles[45] ;
- Manoir de la Marche, des XVe et XVIe siècles[46] ;
- Manoir de la Renolière, des XVe, XVIe, XVIIe, XVIIIe et XIXe siècles[47] ;
- Mégalithe dit le rouler des Châteliers[48] ;
- Vieux pont du XVe siècle au pied du vieux bourg.

Sentiers de randonnée :
- Un sentier d’interprétation, le long de la Moine à partir du Moulin de la Cour, pour valoriser la faune, la flore et l’histoire locale a été inauguré en mai 2005 ;
- Deux autres sentiers balisés parcourent le territoire communal : Sur les Pas du père de Montfort, itinéraire de quelques kilomètres à la découverte du patrimoine architectural de la commune, et le chemin de Tiffauges à l’Étang Ruiné, itinéraire de 14 km à travers les paysages de campagne ziniéraise.

### Personnalité liée à la commune
- Louis-Marie Grignion de Montfort dit le père de Montfort (1673-1716), venu à La Séguinière en 1713 et 1715 où certains vitraux de l'église Notre-Dame de l'Assomption retracent sa vie ;
- Ron Anderson, né le 15 octobre 1958 à Chicago, ancien joueur professionnel de basket-ball dans les championnats NBA et français, évolue quelque temps au sein du club de La Séguinière Saint-Louis Basket.